# Terra de Lemos
Terra de Lemos è una comarca della Spagna, situata nella comunità autonoma di Galizia ed in particolare nella provincia di Lugo.